# Bresimo
Bresimo är en ort och kommun i provinsen Trento i regionen Trentino-Sydtyrolen i Italien. Kommunen hade 253 invånare (2018).